# Jaak Peetre
Jaak Peetre (* 29. Juli 1935 in Tallinn, Estland; † 1. April 2019 in Lund, Schweden) war ein schwedischer Mathematiker.

## Leben
Jaak Peetres Vater war Historiker und Jurist sowie von 1941 bis 1942 Bürgermeister von Pärnu. 1944, nach der Eroberung Estlands durch die Sowjetunion, verließen die Eltern Estland und siedelten nach Schweden über. Dort studierte Peetre an der Universität Lund und erwarb dort 1959 seinen Ph.D. Er wurde Professor an der Universität Lund, wo er anschließend fast sein gesamtes Forscherleben verbrachte. 1983 wurde er zum Mitglied der schwedischen Akademie der Wissenschaften gewählt.
Er arbeitete u. a. über gewöhnliche und partielle Differentialgleichungen, Interpolationstheorie und Differenzialgeometrie.  Zusammen mit Bernard Malgrange und Jacques-Louis Lions gehört er zu den Pionieren der modernen Interpolationstheorie. Nach ihm sind die Peetre-Ungleichung und der Satz von Peetre benannt.